# Turano (Fluss)
Der Turano (lateinisch Tolenus) ist ein Fluss in Mittelitalien, in den Regionen Abruzzen und Latium. Er ist ein linker Nebenfluss des Velino, in den er bei Rieti mündet.
Er entspringt am Monte Bove im Gemeindegebiet von Carsoli und ist 70 km lang. Er durchfließt die Sabiner Berge.

## Turano-Stausee
1935 bis 1938 wurde der Lago del Turano aufgestaut. Dabei verschwanden die fruchtbarsten Böden der Region, was zu einer Abwanderung der Bevölkerung führte. Heute spielt der See jedoch eine wichtige Rolle beim Tourismus, der sich zum bedeutendsten Wirtschaftszweig entwickelte.